# Fondo Flamenco
Fondo Flamenco es un trío de sevillanos formado por Alejandro Astola Soto, Antonio Manuel Ríos Sánchez (Antónimo o Dipan) y Rafael Ruda Santiago. En el año 2022 se reúnen para una gira a la que denominan la Última Cita. En un comienzo acompañados de un cuarto integrante José Miguel Álvarez.

## Biografía
En 2007 y gracias a su maqueta, consiguen firmar con una compañía discográfica para sacar su primer trabajo, bautizado como Contracorriente. 
Tan solo un año más tarde, lanzaron al mercado su segundo disco, Las cartas sobre la mesa, que les llevó a lo más alto del panorama musical, ganando una gran cantidad de adeptos y realizando más de 100 conciertos durante la gira, consiguiendo llenar en Madrid y Barcelona. Fueron uno de los grupos más seguidos del momento, pero todo comenzó a cambiar cuando anunciaron que habían hecho algunos cambios en su estilo, entre los que se incluían su aspecto físico y forma de ver el futuro del grupo.
En 2010, salió a la venta su tercer álbum, Paren el mundo que me bajo, donde se confirmaba por fin el cambio que habían dado respecto a sus comienzos; esto supuso la pérdida de una gran cantidad de seguidores y la crítica de otros tantos, que se vieron traicionados por un grupo que había abandonado por completo sus orígenes.
En 2012, publicaron el que fue su último álbum y que titularon, Surología (La ciencia armónica del sur). En este disco, continuaron con el nuevo estilo que habían adoptado dos años antes y que tantas críticas les había hecho recibir, pero Alejandro, Antonio y Rafael, comunicaron que ya no se sentían a gusto haciendo la música con la que se dieron a conocer, anunciando más tarde su separación, porque Fondo Flamenco, había pasado a ser un grupo totalmente diferente.
Finalmente, en 2013, quisieron despedirse de todos sus seguidores sacando la que sería su última canción, a la que llamaron Vete. Con este último tema, se despidieron para siempre de su público con una letra en la que decían que todo fue bonito mientras duró, pero que había llegado el momento de que el grupo y sus fanes se separasen. Con esta canción, fueron despidiendo todos y cada uno de los conciertos de su última gira: Tarde o Temprano, terminando con un último concierto en la Sala Antique de Sevilla.

## Trabajos en solitario
Antonio Manuel, al que todos llamaban Dipan por la panadería de sus padres, pasó a llamarse Antónimo, creando sus propias canciones y publicándolas en su canal de Youtube, quien lleva este mismo nombre.
Rafael Ruda, también con su propio canal en Youtube, ha compartido varias canciones con sus seguidores y ha dado varios conciertos en Sevilla.
Alejandro Astola, se ha mantenido más aferrado a la música y a la composición de nuevas canciones; con un nuevo estilo en el que fusiona el flamenco con estilos como el reggae, soul, o rock. En 2015, sacó su disco Rockallano y Canciones Perdidas, financiado por micromecenazgo y colaborando con artistas como Juanito Makandé, Daniel Abad y Webo Rodríguez, entre otros, además de seguir cantando junto a sus dos amigos y excompañeros de Fondo Flamenco, Antonio y Rafa.

## Discografía

### Maqueta
| Maqueta (2006) |                      |          |  |
| N.º            | Título               | Duración |  |
| 1.             | «Ojalá»              |          |  |
| 2.             | «Sevilla»            |          |  |
| 3.             | «Borrachera»         |          |  |
| 4.             | «Tú me envenenas»    |          |  |
| 5.             | «Y que tiene él»     |          |  |
| 6.             | «Mi estrella blanca» |          |  |

### Contracorriente
productor y arreglista : José Miguel Álvarez 
| Contracorriente (2007) |                    |          |  |
| N.º                    | Título             | Duración |  |
| 1.                     | «Siéntelo»         |          |  |
| 2.                     | «Perdóname»        |          |  |
| 3.                     | «Escúchame mujer»  |          |  |
| 4.                     | «Ojalá Pudiera Ir» |          |  |
| 5.                     | «Razón de vivir»   |          |  |
| 6.                     | «Tu retrato»       |          |  |
| 7.                     | «Veneno»           |          |  |
| 8.                     | «Acariciándote»    |          |  |
| 9.                     | «Princesa»         |          |  |
| 10.                    | «Rompecabezas»     |          |  |
| 11.                    | «Willy Fox»        |          |  |

### Las cartas sobre la mesa
| Las cartas sobre la mesa (2008) |                                                       |          |  |
| N.º                             | Título                                                | Duración |  |
| 1.                              | «Confesión»                                           |          |  |
| 2.                              | «El último adiós»                                     |          |  |
| 3.                              | «Me quedo aquí»                                       |          |  |
| 4.                              | «Q tal Actuación en Nochebuena Andaluza de Canal Sur» |          |  |
| 5.                              | «Nos fundimos»                                        |          |  |
| 6.                              | «Vidas»                                               |          |  |
| 7.                              | «El sexto mandamiento»                                |          |  |
| 8.                              | «Hielo en mi whisky»                                  |          |  |
| 9.                              | «Arte y flow»                                         |          |  |
| 10.                             | «Músico loco»                                         |          |  |
| 11.                             | «Es mejor así»                                        |          |  |
| 12.                             | «El metro de Madrid»                                  |          |  |
| 13.                             | «Locos sin remedio»                                   |          |  |
| 14.                             | «Mi estrella blanca»                                  |          |  |

### Paren el mundo, que me bajo
| Paren el mundo, que me bajo (2010) |                           |          |  |
| N.º                                | Título                    | Duración |  |
| 1.                                 | «Fantástico»              |          |  |
| 2.                                 | «¿Por qué?»               |          |  |
| 3.                                 | «Lo nuestro»              |          |  |
| 4.                                 | «Ruina»                   |          |  |
| 5.                                 | «Me encanta»              |          |  |
| 6.                                 | «La última luna de abril» |          |  |
| 7.                                 | «Piensa en mi»            |          |  |
| 8.                                 | «Como dijo Groucho»       |          |  |
| 9.                                 | «Algo más que todo»       |          |  |
| 10.                                | «This is my love»         |          |  |
| 11.                                | «El misterio»             |          |  |
| 12.                                | «Legañas»                 |          |  |
| 13.                                | «Sevilla»                 |          |  |
| 14.                                | «Sureños»                 |          |  |

### Surología
| Surología (2012) |                                      |          |  |
| N.º              | Título                               | Duración |  |
| 1.               | «No pierdas la fe»                   |          |  |
| 2.               | «El salón»                           |          |  |
| 3.               | «Hay tantas penas»                   |          |  |
| 4.               | «Intento»                            |          |  |
| 5.               | «Mi madre esté orgullosa de mi»      |          |  |
| 6.               | «No es poesía»                       |          |  |
| 7.               | «Entre tantas canciones»             |          |  |
| 8.               | «Me crecen los cuernos»              |          |  |
| 9.               | «Depende de ti»                      |          |  |
| 10.              | «Tus muletas»                        |          |  |
| 11.              | «Que bonito»                         |          |  |
| 12.              | «No le digas»                        |          |  |
| 13.              | «A lo Elvis»                         |          |  |
| 14.              | «Estamos más delgados» (Bonus track) |          |  |

### Otras canciones
1. Dos días
2. Historia de un amor
3. Sueño verdiblanco (himno no oficial del Real Betis Balompié)
4. Mírame
5. Alahabibi
6. Falsa Amistad con Deleste Ra2
7. Vuelve
8. Vete